# (4244) Zajarchenko
(4244) Zajarchenko es un asteroide perteneciente al cinturón exterior de asteroides descubierto por Liudmila Ivánovna Chernyj desde el Observatorio Astrofísico de Crimea, en Naúchni, el 7 de octubre de 1981.

## Designación y nombre
Zajarchenko fue designado inicialmente como 1981 TO3.
Posteriormente, en 1996, se nombró en honor del escritor y periodista ruso Vasili Zajarchenko (1915-1999).

## Características orbitales
Zajarchenko está situado a una distancia media de 3,204 ua del Sol, pudiendo acercarse hasta 2,663 ua y alejarse hasta 3,745 ua. Su inclinación orbital es 1,768 grados y la excentricidad 0,1688. Emplea en completar una órbita alrededor del Sol 2095 días.

## Características físicas
La magnitud absoluta de Zajarchenko es 12,8.